# Polcul Foundation
Fundacja Polcul – fundacja założona w 1980 r. w Australii przez Jerzego Bonieckiego pod nazwą Niezależnej Fundacji Popierania Kultury Polskiej.

## Historia Fundacji Polcul
W latach 80. Fundacja miała na celu wyróżnianie indywidualnych osób w Polsce czynnie zaangażowanych w rozwój niezależnej kultury polskiej w dziedzinie nauki, literatury, sztuki lub w ruchu praw człowieka i obywatela. W tamtych latach nagrody fundacji, tzw. „polcule”, przemycane były do kraju i przekazywane wyróżnionym laureatom, wśród których wielu związanych było z ruchem solidarnościowym w Polsce.
Po zmianach ustrojowych i zniesieniu komunizmu głównym celem Polcul Foundation stało się promowanie społeczeństwa obywatelskiego, promowanie zaangażowania i gospodarności w duchu tolerancji i społecznej odpowiedzialności. Polcul Foundation nagradza obecnie „małych bohaterów” – ludzi, którzy angażują się w działalność społeczną często na poziomie lokalnym. 
Jan Nowak-Jeziorański w 15. rocznicę Polculu w 1993 r. napisał: „...Temu anonimowemu społecznikowi, pracującemu często w ciężkich warunkach bytowych, wydaje się, że nikt nie dostrzega jego pracy i jej wyników. I oto nagle z Sydney, z najbardziej od Polski oddalonego kontynentu, nadchodzi znak, że został tam nie tylko zauważony, ale doceniony i wyróżniony. Stamtąd przychodzi znak podziękowania i uznania. Ile w tej nagrodzie ładunku i zachęty do dalszego działania, ile przypływu energii i woli. Pomyśleć, że dzięki Polculowi już blisko tysiąc tych nieznanych bohaterów pozytywnych przeżyło chwile radości i zasłużonej dumy”.
Jerzy Boniecki, który był inicjatorem i fundatorem Polculu, zjednał poparcie dla Fundacji wybitnych Polaków w kraju i na emigracji. Byli wśród nich Gustaw Herling-Grudziński, Jerzy Giedroyc, Jan Nowak-Jeziorański, Stanisław Barańczak, Mirosław Chojecki, Eugeniusz Smolar, Stefan Kisielewski i Jacek Fedorowicz.
Wśród wyróżnionych przez Polcul znaleźli się Bogdan Borusewicz, Zbigniew Bujak, Anka Kowalska, Maja Komorowska, Marcin Kornak, Jacek Kuroń, Jan Lityński, Jan Łomnicki, Adam Michnik, Jan Rulewski, Janusz Szpotański, Donald Tusk, Ewa Berberyusz, ks. Jacek Salij i setki innych.

## Wykaz dziedzin działalności społecznej nagradzanej przez Fundację
- demokracja na szczeblu lokalnym – inicjatywy obywatelskie
- humanizacja życia, np. opieka nad osobami niesprawnymi, więźniami, narkomanami
- ochrona środowiska
- propagowanie pluralizmu i tolerancji, np. w stosunku do mniejszości narodowych i religijnych
- równouprawnienie kobiet i ochrona przed przemocą w rodzinie
- rozwijanie przyjaźni i współpracy ze społeczeństwami państw sąsiednich
- praca z młodzieżą – przezwyciężanie nihilizmu, kształtowanie uniwersalnych wartości
- ruch spółdzielczy, np. inicjatywy tworzenia lokalnych kas kredytowych
- praca dziennikarska wyraźnie nastawiona na budowę społeczeństwa obywatelskiego
- twórczość kulturalna skierowana na rozwój pluralizmu i demokracji nastawiona na przemiany zachodzące we współczesnej Polsce.

## Zgłoszenia kandydatów do wyróżnień
Fundacja Polcul wyróżnia wyłącznie osoby indywidualne. Z wszystkimi osobami wytypowanymi do wyróżnień kontaktują się konsultantki Polculu, które również wyszukują odpowiednich kandydatów i przygotowują wnioski do oceny przez Kapitułę.
O tym, którzy kandydaci otrzymują wyróżnienie, decyduje Kapituła Fundacji w drodze tajnego głosowania. Uroczystości wręczania wyróżnień odbywają się dwa razy w roku w Warszawie, w maju i listopadzie.
Od początku działalności do połowy 2008 r. Fundacja Polcul wręczyła 1389 wyróżnień.

## Kapituła Fundacji
- Czesław Bielecki,
- Mirosław Chojecki,
- Norman Davies
- Jacek Fedorowicz,
- Zbigniew Nosowski,
- Jan Ołdakowski,
- Jan Pakulski,
- Ewa Siedlecka,
- Magdalena Środa,
- Henryk Woźniakowski

Członkami kapituły byli wcześniej: Józefa Hennelowa, Agnieszka Bogucka, Józef Życiński, Stanisław Barańczak, Jerzy Boniecki, Władysław Frasyniuk, Jerzy Giedroyc, Gustaw Herling-Grudziński, Leon Kieres, Ewa Łętowska, Helena Łuczywo, Jan Nowak-Jeziorański, Eugeniusz Smolar, Jakub Święcicki, Zofia Bartoszewska, Jan Hanasz, Janina Ochojska.

## Zarząd Polcul Foundation
Dyrektorzy Fundacji
- Jan Pakulski, Wojciech Zagała, Adam Warzel

Sekretarz Fundacji
- Barbara Zagała

Wszyscy zamieszkują w Australii.
Przedstawiciele Fundacji w Polsce:
- Anna Kondracka, Stanisław Widajewicz, Sven Zagała

Konsultantki Fundacji
- Joanna Dunikowska – Kraków
- Teresa Siwak – Gdańsk
- Hanna Laddy Widajewicz – Warszawa
- Dorota Jones-Olszanka – Dolny Śląsk
- Joanna Moraczewska-Gwiazdowska

Byłe konsultantki Fundacji: Maria Kulczyńska-Suchocka, Barbara Weigl, Janina Moskalczuk
Osoby zaangażowane w działalność Polcul Foundation nie pobierają wynagrodzenia za pracę. Podobnie jak dyrekcja, sekretariat i kapituła, przedstawiciele i konsultantki pracują społecznie.